# Lucky Loser (film 1924)
Lucky Loser è un cortometraggio muto del 1924 prodotto, diretto e interpretato da Eddie Lyons.

## Produzione
Il film fu prodotto dalla Eddie Lyons Comedies.

## Distribuzione
Distribuito dall'Arrow Film Corporation, il film - un cortometraggio di due bobine - uscì nelle sale cinematografiche statunitensi il 1º aprile 1924.